# Grafenschlag
Grafenschlag är en ort och kommun  i Österrike. Den ligger i distriktet Zwettl i förbundslandet Niederösterreich, 90 kilometer nordväst om huvudstaden Wien. 
Kommunen består av åtte orter (Ortschaften) (inom parentes invånarantal 1 januari 2024):

- Bromberg (33)
- Grafenschlag (397)
- Kaltenbrunn (74)
- Kleingöttfritz (64)
- Kleinnondorf (96)
- Langschlag (42)
- Schafberg (97)
- Wielands (41)